# 卧底巨星
《卧底巨星》（英語：Keep Calm And Be A Superstar），是一部于2018年上映的动作喜剧电影。由陈奕迅、李荣浩、李一桐、陈国坤领衔主演，谷德昭執導，2018年1月12日于中国大陆上映。

## 演员列表

### 主要演员
| 演员姓名 | 角色名称 | 粵語版配音 | 介绍                                                     |
| 陈奕迅   | 元豹     |            | 角色背景影射成龍。                                       |
| 李荣浩   | 张铁柱   | 梁釗峰     | 來自中國內地的私家偵探，受香港警方之邀擔任臥底接近元豹。 |
| 李一桐   | 童童     | 冼色麗     | 電影演員。                                               |
| 陈国坤   | 泰哥     |            | 元豹的經理人。                                           |

### 其他演员
| 演员姓名      | 角色名称    | 粵語版配音 | 介绍                                                                                               |
| 许绍雄        | 王启发      |            | 香港警察特別行動組總警司，邀請铁柱擔任臥底。背景與電影《暗戰》系列中許紹雄飾演的同名角色相同。     |
| 劉浩龍        | 哈樂        |            | 豹家班的龍虎武師。                                                                                 |
| 馮勉恆        | 徐一刀導演  |            | |
| 崔志佳        | 副導演阿倫  |            | |
| Chris Collins | 戲內壞蛋    |            | |
| 田啟文        | 爆破雄      |            | 片場的爆破效果技術人員，一面嗑药一面工作。形象與電影《食神》中田啟文飾演的角色近似。               |
| 郑冀峰        | 八面佛      | 羅家英     | 泰國毒梟，表面經營椰子生意，並借助投資元豹的電影掩飾運毒。角色名稱來自電影《掃毒》的相似背景角色。 |
| 郭偉亮        | Johnny Deep |            | 八面佛的手下，實為FBI安插在其身邊的臥底。形象戲仿電影《無間道》系列的主角陳永仁。                  |
| 劉溫馨        | 新聞記者    |            | |
| 蘇嘉汶        | 廣告美女    |            | 與元豹拍攝廣告。                                                                                   |

## 備註
1. ↑  按片尾名單。